# Luchthaven Kayseri Erkilet
Luchthaven Erkilet International of Luchthaven Kayseri Erkilet (Turks: Kayseri Erkilet Havaalani) is een klein vliegveld in de provincie Kayseri in Turkije.
Een Boeing 747 zou kunnen landen op het vliegveld, maar kleinere vliegtuigen zoals Boeing 737 en Boeing 757 worden meer gezien op het vliegveld.
De huidige capaciteit is 600.000 mensen, maar er wordt aan een tweede Terminal gewerkt (verwachte opening: maart 2007), en dan zal de capaciteit rijzen tot 1 miljoen mensen.
Veel cargomaatschappijen landen op Kayseri Erkilet Airport, maar ook veel passagiers komen op het vliegveld. Het vliegveld dient een cultureel en historisch deel van Turkije.

## Codes
- IATA: ASR
- ICAO: LTAU

## Banen
Het vliegveld beschikt over de volgende baan:
- Eén betonnen baan van 3000 meter lang.

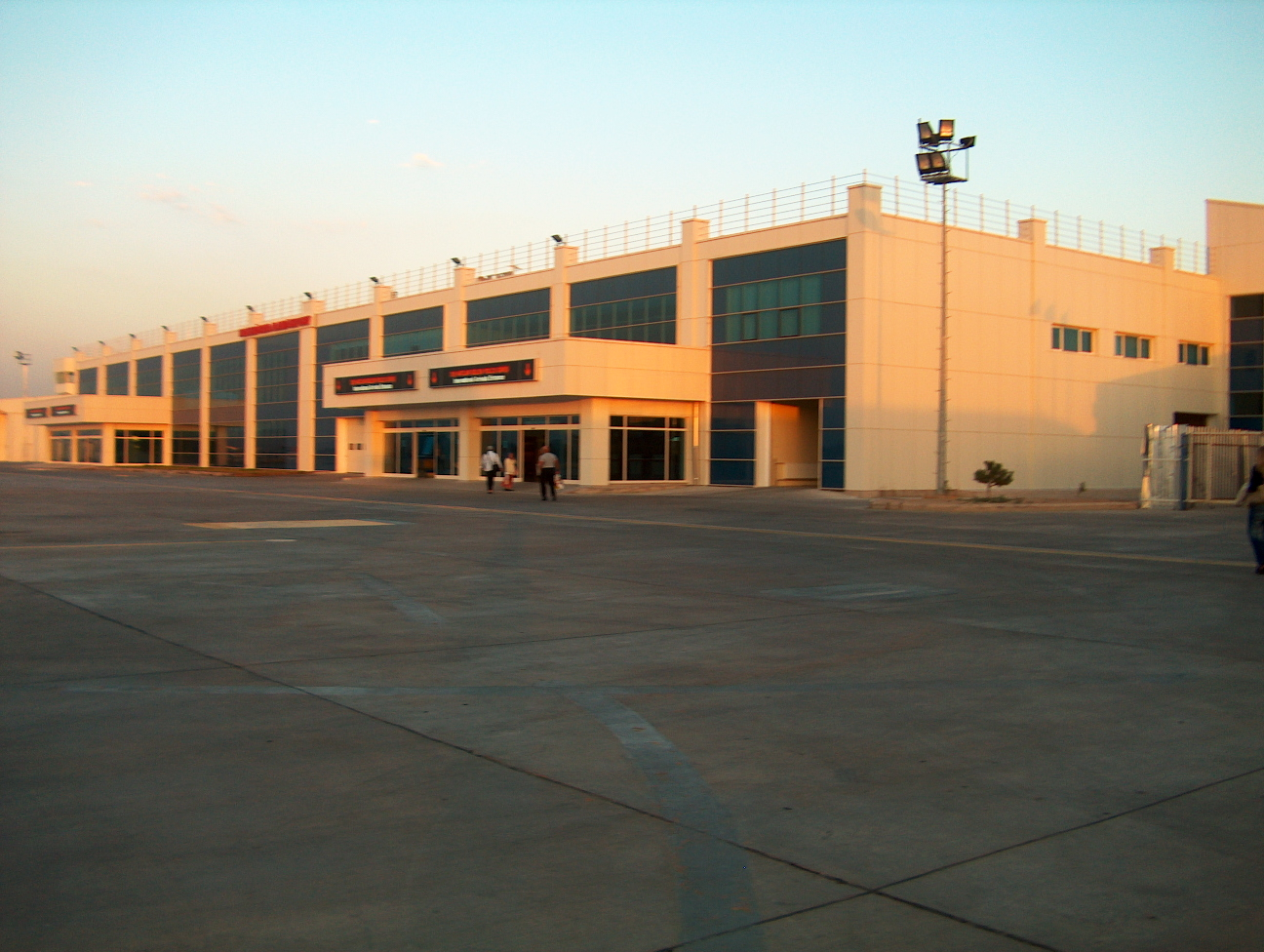
Dit is de gate voor passagiers uit het buitenland.

Internationale vliegvelden: Luchthaven Adana Sakirpasa · Luchthaven Ankara Esenboga · Luchthaven Antalya · Luchthaven Bodrum Milas · Luchthaven Dalaman · Luchthaven İzmir Adnan Menderes · Luchthaven Istanbul Atatürk · Luchthaven Istanbul Sabiha Gökçen · Istanbul Airport · Luchthaven Kayseri Erkilet · Luchthaven Trabzon
Regionale vliegvelden: Luchthaven Adıyaman · Luchthaven Afyon · Luchthaven Ağrı · Luchthaven Balıkesir · Luchthaven Bandirma · Luchthaven Batman · Luchthaven Çanakkale · Luchthaven Cardak · Luchthaven Carsamba · Luchthaven Corlu · Luchthaven Diyarbakır · Luchthaven Edremit Korfez · Luchthaven Erhac · Luchthaven Elazığ · Luchthaven Erzincan · Luchthaven Erzurum · Luchthaven Eskişehir · Luchthaven Kahramanmaraş · Luchthaven Kapadokya · Luchthaven Kars · Luchthaven Kastamonu · Luchthaven Konya · Luchthaven Mardin · Luchthaven Merzifon · Luchthaven Muş · Luchthaven Oguzeli · Luchthaven Şanlıurfa · Luchthaven Siirt · Luchthaven Sinop · Luchthaven Sivas Nuri Demirağ · Luchthaven Suleyman Demirel · Luchthaven Tokat · Luchthaven Uşak · Luchthaven Van Ferit Melen · Luchthaven Yenisehir